# Revisão de crenças
Revisão de crenças é o processo de alterar um estado de crenças (ou estado epistêmico) para acomodar novas informações. A formalização lógica de revisão de crenças é pesquisada em filosofia, banco de dados e inteligência artificial, com o intuito de desenvolver agentes racionais.
O que torna revisão de crenças não trivial é a existência de diversas formas diferentes de se modificar um estado de crenças face a novas informações. Por exemplo, considere um estado de crenças onde as seguintes afirmações são verdadeiras (ou acreditadas): "João é um padre" e "Padres não são casados". Se o agente que detêm essas crenças recebe a informação "João é casado", seu estado de crenças se torna inconsistente, e para resolvê-lo ele deve eliminar uma das afirmações. Nesse caso, então, existem pelo menos três formas de realizar a revisão. Em geral, diversas maneiras de alterar uma base de conhecimentos são possíveis.

## O Paradigma AGM
A teoria predominante em revisão de crenças é a teoria conhecida como Paradigma AGM (nome faz referência aos autores: Alchourrón, Gärdenfors e Makinson). Nessa teoria os autores sugerem a representação do estado de crenças através de um conjunto de sentenças lógicas dedutivamente fechado, chamado conjunto de crenças. Sobre esse conjunto, três operações são previstas: expansão, contração e revisão. A expansão é a mera adição de uma nova sentença seguida do fechamento lógico do conjunto. A contração é a eliminação de uma crença (o conjunto resultante não deve implicar logicamente a crença contraída). A revisão é a adição de uma nova crença (como na expansão), mas com o requerimento adicional de que o conjunto resultante deve ser consistente.
A operação de expansão é única, mas no caso de contração e revisão diversas operações são possíveis. Os autores apenas delimitam as possíveis operações exigindo que elas obedeçam alguns postulados de racionalidade. Considerando que {\displaystyle -} representa a operação de contração, {\displaystyle Cn} é o operador de consequência da lógica proposicional clássica, {\displaystyle K} é um conjunto de crenças, {\displaystyle \alpha ,\beta } são sentenças e {\displaystyle K+\alpha =Cn(K\cup \{\alpha \})}, os seis postulados AGM para contração são:
1. (fechamento) {\displaystyle K-\alpha =Cn(K-\alpha )}
2. (sucesso) Se {\displaystyle \alpha \notin Cn(\emptyset )}, então {\displaystyle \alpha \notin K-\alpha }
3. (inclusão) {\displaystyle K-\alpha \subseteq K}
4. (vacuidade) Se {\displaystyle \alpha \notin K}, então {\displaystyle K-\alpha =K}
5. (recuperação) {\displaystyle K\subseteq (K-\alpha )+\alpha }
6. (extensionalidade) Se {\displaystyle Cn(\alpha )=Cn(\beta )} então {\displaystyle K-\alpha =K-\beta }